# Línea E (EMT Madrid)
La línea E (a efectos de numeración interna, 90) de la EMT de Madrid es una línea universitaria que une la Plaza del Conde de Casal con Sierra de Guadalupe, atravesando el Campus Sur de la Universidad Politécnica de Madrid a través de la A-3.

## Características
La línea E fue creada a partir de otra línea, la 63/ roja (Avenida de Felipe II - Politécnico) cuyo recorrido fue recortado hasta la plaza de Conde de Casal al estar solapado por la línea 63.
Es la única que presta servicio a este campus universitario y la única cuyas cabeceras no están dentro de campus universitario alguno.
Al igual que todas las líneas universitarias salvo la A, ésta no circula los sábados ni domingos ni festivos, tan sólo de lunes a viernes lectivos. Además, modifica sus horarios en puentes, junio, septiembre, navidad y festividad de Santo Tomás de Aquino.

### Frecuencias
| Lunes a jueves lectivos |                    |
| De 7:00 a 9:00          | cada 12-18 minutos |
| De 9:00 a 20:00         | cada 11-16 minutos |
| De 20:00 a 22:00        | cada 15-25 minutos |
| Viernes lectivos        |                    |
| De 7:00 a 9:00          | cada 12-18 minutos |
| De 9:00 a 20:00         | cada 12-16 minutos |
| De 20:00 a 22:00        | cada 16-25 minutos |

## Recorrido y paradas

### Sentido Sierra de Guadalupe
La línea E empieza su recorrido en la Plaza del Conde de Casal, teniendo enlace con varias líneas de autobús y la red de Metro de Madrid en la estación de Conde de Casal. Desde aquí sale por la Avenida del Mediterráneo hacia el este, que se convierte cruzando la M-30 en la A-3.
La línea circula por la A-3 hasta pasar el nudo con la M-40, desviándose hacia el Campus Universitario de Vallecas, donde da servicio a los diferentes centros circulando por la calle Arboleda.
Al final de dicha calle sale a la Avenida de la Democracia, donde tiene su cabecera junto al área intermodal de Sierra de Guadalupe.
| Código | Parada                              | Común con                                       | Conexiones con Metro y Cercanías | Otros |
| ------ | ----------------------------------- | ----------------------------------------------- | -------------------------------- | ----- |
| 8367   | CONDE DE CASAL                      |                                                 | Conde de Casal                   |       |
| 3350   | Mediterráneo-Pérez de Ayala         | 145 331 332 333 334 339 341                     |                                  |       |
| 3351   | Mediterráneo-Pío Felipe             | 145 331 332 333 334 339 341                     |                                  |       |
| 3353   | Mediterráneo-Pablo Neruda           | 63 145 312 312A 331 332 333 334 336 337 339 341 |                                  |       |
| 4278   | Telecomunicación y Topografía       |                                                 |                                  |       |
| 4279   | Colegio Educación Especial Vallecas |                                                 |                                  |       |
| 4280   | Instituto Palomeras-Vallecas        |                                                 |                                  |       |
| 4702   | Polideportivo Campus Sur            |                                                 |                                  |       |
| 5561   | Democracia-Arboleda                 |                                                 |                                  |       |
| 1027   | SIERRA GUADALUPE (Av. Democracia)   | 54 58 103 130 142 143 H1 T31                    | Sierra de Guadalupe Vallecas     |       |

### Sentido Plaza de Conde de Casal
El recorrido de vuelta es igual al de ida pero en sentido contrario, aunque dentro del campus universitario solo tiene una parada.
| Código | Parada                                | Común con                                                           | Conexiones con Metro y Cercanías | Otros |
| ------ | ------------------------------------- | ------------------------------------------------------------------- | -------------------------------- | ----- |
| 1027   | SIERRA GUADALUPE (Av. Democracia)     | 54 58 103 130 142 143 H1 T31                                        | Sierra de Guadalupe Vallecas     |       |
| 51184  | Sierra de Guadalupe                   | H1                                                                  |                                  |       |
| 5562   | Democracia-Arboleda                   |                                                                     |                                  |       |
| 4281   | Polideportivo Campus Sur              |                                                                     |                                  |       |
| 2612   | Mediterráneo-Democracia (sentido sur) | 63 145 312 312A 331 332 333 334 336 337 339 341                     |                                  |       |
| 2613   | Mediterráneo-Democracia               | 63 145 312 312A 313 326 331 332 333 334 336 337 339 341 351 352 353 |                                  |       |
| 4283   | Mediterráneo-Fuente Carrantona        | 145 312 312A 313 326 331 332 333 334 336 337 339 341 351 352 353    |                                  |       |
| 3352   | Mediterráneo-Pío Felipe               | 145 331 332 333 334 339 341                                         |                                  |       |
| 2611   | Mediterráneo-Arroyo Fontarrón         | 63 143 145 331 332 333 339 341                                      |                                  |       |
| 8367   | CONDE DE CASAL                        |                                                                     | Conde de Casal                   |       |